# هیکور هیدر هیکسون
هِیکور هیدر هِیکسون (ایسلندی: Haukur Heiðar Hauksson؛ زادهٔ ۱ سپتامبر ۱۹۹۱) بازیکن فوتبال اهل ایسلند است.
از باشگاه‌هایی که در آن بازی کرده‌است می‌توان به ای‌آی‌کی اشاره کرد.
وی همچنین در تیم ملی فوتبال ایسلند بازی کرده‌است.